# Michel Grossetti
Michel Grossetti, né le 24 juin 1957 à Toulouse, est un sociologue français, directeur de recherche émérite au CNRS et directeur d'études à l'EHESS. Il est également membre du Laboratoire Interdisciplinaire Solidarités, Sociétés, Territoires (LISST) à l'université Toulouse-Jean-Jaurès. 
Ses travaux portent sur l'innovation, la géographie des activités scientifiques, les réseaux sociaux et la théorie sociologique.

## Formation et expériences professionnelles
Effectuant en parallèle des études de mathématiques et de sociologie, Michel Grossetti a obtenu des diplômes d'études approfondies dans ces deux disciplines, en 1981 pour les mathématiques et 1982 pour la sociologie. Il a enseigné les mathématiques au Lycée Régnault de Tanger entre 1981 et 1983 dans le cadre du service militaire comme Volontaire du Service National Actif, tout en travaillant à sa thèse de 3e cycle de sociologie ("L'intérieur de la parenthèse. Le mode de vie des enseignants français en coopération dans l'ancienne zone coloniale de la France"), soutenue en 1985. Il a travaillé entre 1983 et 1988, d'abord dans le "Centre d'application de la statistique" (une structure dépendant d'un laboratoire) puis au Centre interuniversitaire de calcul de Toulouse (un service de l'Université Paul Sabatier) comme ingénieur effectuant des analyses statistiques pour les chercheurs du site toulousain de toutes les disciplines. Recruté au CNRS à la session de 1987, il a pris ses fonctions dans cet organisme en 1988. Il a été élu directeur d'études cumulant à l'EHESS en 2014. Il reçoit en 2023 la Médaille d'argent du CNRS.

## Innovation, systèmes industriels locaux, effets de proximité, réseaux
Dans ses recherches sur les systèmes industriels locaux (que l'on appelle souvent des "clusters"), il a défendu l'idée qu'il est nécessaire de dissocier les logiques de constitution historique de ces systèmes et leurs logiques de fonctionnement pour une période donnée. Selon lui, plusieurs types de processus historiques peuvent conduire à la formation de systèmes industriels équivalents. Il défend aussi une explication des effets de proximité dans les relations entre entreprises (ou entre entreprises et organisations scientifiques) qui met en avant la dépendance des organisations relativement aux réseaux de relations interpersonnelles, phénomène que l'on désigne en général par la notion d'encastrement. Il a également travaillé dans le cadre d'un programme européen à une recherche sur la "classe créative" dont les résultats contredisent la thèse d'une grande mobilité des personnes travaillant dans les secteurs d'activité que l'on associe en général à cette notion. Leur faible mobilité durable (le fait que peu changent souvent de lieu de vie), malgré une forte mobilité temporaire (courts séjours), explique le peu d'efficacité des politiques visant à attirer dans certaines villes des "créatifs" de divers types. Il a aussi développé avec l'économiste Olivier Bouba-Olga une conceptualisation spécifique des types de proximité à l'œuvre dans les processus économiques.

## Histoire des institutions scientifiques
Ses travaux sur l'histoire des institutions scientifiques (universités, laboratoires, disciplines, etc.) ont porté en particulier sur l'ingénierie. Il a montré que le développement en France après la seconde guerre mondiale des enseignements et des recherches en informatique (article avec Pierre-Éric Mounier-Kuhn), automatique, sciences de la parole (article avec Louis-Jean Boë) ou génie chimique (article avec Claude Detrez) s'est appuyé sur les formations universitaires d'ingénieurs créées à la fin du XIXe siècle. Il a dirigé avec André Grelon un ouvrage collectif sur l'histoire des institutions française d'enseignement supérieur et de recherche (L’espace scientifique français (XVIIe – XXIe siècle), 2025) qui résulte d'une série de recherches amorcées dans les années 1990. Dans cet ouvrage, les 14 auteurs analysent la construction du système complexe d'institutions diverses (écoles, universités, organismes de recherche) qui existe dans les années 2020. 

## Géographie des activités scientifiques
En géographie des activités scientifiques, il défend l'hypothèse d'une tendance à la déconcentration géographique (des pays anciennement hégémoniques vers les pays "émergents" et des grandes métropoles mondiales vers d'autres villes) sous l'effet de l'accroissement des effectifs de la recherche académique, accroissement lié dans de nombreux pays aux évolutions de l'organisation spatiale de l'enseignement supérieur.

## Réseaux sociaux
Ses travaux sur les réseaux sociaux associent des études classiques sur les "réseaux personnels" et le développement d'une méthode plus originale centrée sur les chaînes relationnelles. Sur les réseaux personnels, il a en particulier transposé en France une méthode utilisée dans une étude menée dans les années 1970 en Californie, ce qui lui a permis d'opérer des comparaisons, dont les résultats sont intégrés à l'ouvrage "La vie en réseau" coécrit avec Claire Bidart et Alain Degenne. Sur les chaînes relationnelles, il a mis au point une méthode (les "narrations quantifiées") permettant de reconstruire des processus de mise en relation de personnes, de repérer les cas où ces mises en relations impliquent la mobilisation de relations interpersonnelles, et dans ce cas d'identifier les chaînes de relations mobilisées. En 2020, Michel Grossetti s’est vu décerner conjointement avec Claire Bidart et Alain Degenne le prix Simmel de l’International Network for Social Network Analysis.

## Théorie et méthodes en sociologie
Sur le plan de la théorie sociologique, il a cherché à construire un cadre d'analyse susceptible de traiter des processus sociaux comportant une part variable d'imprévisibilité. Il a pour cela défini une ontologie qu'il présente comme "robuste" et la plus compatible possible avec plusieurs théories existantes, une conception des "échelles d'analyse" qui se déploie sur trois dimensions et il a repris au sociologue américain Harrison White les notions d'encastrement et de découplage pour rendre compte de l'émergence ou de la dissolution des formes sociales (relations, réseaux, collectifs). Ce cadre d'analyse est présenté dans l'ouvrage "Sociologie de l'imprévisible" et dans divers articles postérieurs. Il a aussi collaboré à la rédaction avec Harrison White de la deuxième édition de l'ouvrage "Identity and Control"; version qu'il a traduite en français avec Frédéric Godart. Il contribué avec Claire Bidart, Marc Bessin, et divers autres chercheurs à une réflexion sur la notion de bifurcation en sciences sociales (ouvrage Bifurcations). Il s'est également engagé dans un travail collectif de réflexion sur les sciences sociales, à travers le séminaire "L'espace des sciences sociales" organisé à Toulouse depuis 2008.Il a publié en 2022 un ouvrage sur les catégories d'analyse des phénomènes sociaux (Matière Sociale. Esquisse d'une ontologie pour les sciences sociales, Hermann)

## Distinction

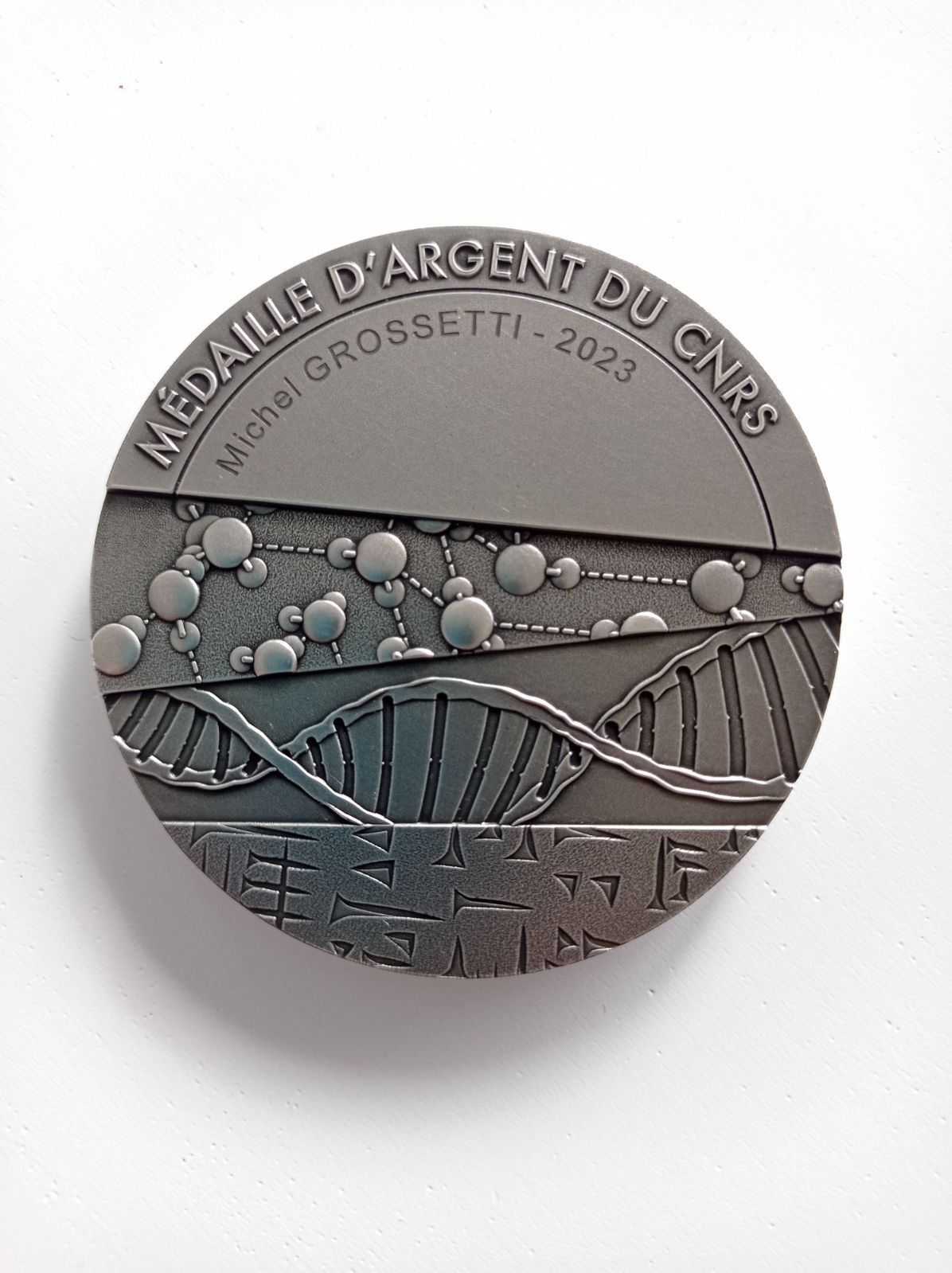
Médaille argent du CNRS

- Médaille argent du CNRSMédaille d'argent du CNRS en 2023.

## Publications

### Ouvrages
- André Grelon et Michel Grossetti (dir.), 2025, L’espace scientifique français (XVIIe – XXIe siècle), Paris, Éditions des Classiques Garnier
- Michel Grossetti, 2022, Matière sociale. Esquisse d’une ontologie pour les sciences sociales, Éditions Hermann. Adaptation en anglais, Social Matter. An Ontology for the Social Sciences, Springer, 2025.
- Michel Grossetti, Jean-François Barthe, Nathalie Chauvac, 2018, Start-ups, des entreprises comme les autres ? Une enquête sociologique en France, Paris, Sorbonne Université Presses.
- Pierre-Marie Chauvin, Michel Grossetti, Pierre-Paul Zalio, 2014, Lexique sociologique de l’entrepreneuriat, Paris, Les Presses de SciencePo.
- Claire Bidart, Alain Degenne, Michel Grossetti, 2011, La vie en réseau. Dynamique des relations sociales, Presses Universitaires de France, Collection « Le lien social » (nouvelle version en anglais Living in Networks. The Dynamics of Social Relations, 2020, Cambridge University Press).
- Marc Bessin, Claire Bidart, Michel Grossetti (dir.), 2010, Bifurcations. Les sciences sociales face aux ruptures et à l’événement, La Découverte, coll. Recherches
- Michel Grossetti, 2004, Sociologie de l’imprévisible. Dynamiques de l’activité et des formes sociales, Presses Universitaires de France, Collection « Sociologie d’aujourd’hui », 225 pages.

Sociologie de l’imprévisible en ligne
- Michel Grossetti et Philippe Losego (dir.), 2003, La territorialisation de l’enseignement supérieur et de la recherche. France, Espagne, Portugal, L’Harmattan, Coll. « Géographie en liberté ».
- Christophe Beslay, Michel Grossetti, Denis Salles, François Taulelle, Régis Guillaume et Michel Daynac, 1998, La construction des politiques publiques locales. Le cas des reconversions industrielles, L'Harmattan, Coll. « Logiques politiques »
- Michel Grossetti, Science, industrie et territoire, 1995, Presses Universitaires du Mirail, Coll. "Socio-logiques".

Science, industrie et territoire en ligne
- Michel Grossetti (ed), 1994, Université et Territoire. Un système scientifique local, Toulouse et Midi-Pyrénées, Série "Villes et Territoires", Presses Universitaires du Mirail

### Articles (sélection)
- Guillaume Favre, Julien Figeac, Michel Grossetti, Benoît Tudoux, 2021, « Social distance in France: Evolution of homogeneity within personal networks from 2001 to 2017 », Social Networks, 68 (2022)
- Milard Béatrice et Grossetti Michel, 2019, « Excellence everywhere? Regional development of French scientific output and visibility », Regional Studies, Vol. 53, n°10, pp. 1459-1469.
- Azam Martine, Grossetti Michel, Laffont Laurent et Benoît Tudoux, « Choix musicaux, modes de découverte et contextes d’écoute. Une typologie des univers musicaux des 15-25 ans », Sociologie, 2018/4 (Vol. 9), p. 343-360. URL : https://www.cairn.info/revue-sociologie-2018-4.htm-page-343.htm
- Bidart Claire, Degenne Alain, Grossetti Michel, 2018, « Personal networks typologies: A structural approach », Social Networks, n°54, pp. 1–11.
- Marion Maisonobe, Michel Grossetti, Béatrice Milard, Denis Eckert, Laurent Jégou, 2016, « L’évolution mondiale des réseaux de collaborations scientifiques entre villes : des échelles multiples », Revue française de sociologie, 57-3, p. 417-441.
- Olivier Bouba-Olga et Michel Grossetti, 2015, « La métropolisation, horizon indépassable de la croissance économique ? », Revue de l’OFCE, p. 117-144
- Michel Grossetti, 2014, « Que font les réseaux sociaux aux réseaux sociaux ? Réseaux personnels et nouveaux moyens de communication », Réseaux, no 184-185, 2014/2-3 p. 187 à 209.
- Michel Grossetti, Denis Eckert, Laurent Jégou, Yves Gingras, Béatrice Milard, Vincent Larrivière, 2013, « Cities and the geographical deconcentration of scientific publications », Urban Studies, Vol. 51, no 10, p. 2219–2234.
- Michel Grossetti, 2011, « Les narrations quantifiées. Une méthode mixte pour étudier des processus sociaux », Terrains et Travaux, no 19, p. 161-182
- Michel Grossetti, 2011, « L’espace à trois dimensions des phénomènes sociaux. Échelles d’action et d’analyse », SociologieS, http://sociologies.revues.org/index3466.html
- Martin-Brelot Hélène, Grossetti Michel, Eckert Denis, Gritsai Olga and Kovács Zoltan, 2010, « The spatial mobility of the ‘creative class’ ': a European Perspective », International Journal of Urban and Regional Research, Vol. 34, no 4, p. 854-870.
- Olivier Bouba-Olga et Michel Grossetti, 2008, « Socio-économie de proximité », Revue d’économie régionale et urbaine, no 3, p. 311-328
- Michel Grossetti et Jean-François Barthe, 2008, « Dynamiques des réseaux interpersonnels et des organisations dans les créations d’entreprises », Revue Française de Sociologie, 49-3, p. 585-612.
- Michel Grossetti, 2007, « Are French networks different ?  », Social Networks, Vol. 29, no 3, p. 391-404.
- Michel Grossetti, Jean-Marc Zuliani et Régis Guillaume, 2006, « La spécialisation cognitive. Les systèmes locaux de compétence en Midi-Pyrénées », Les Annales de la recherche urbaine, no 101, p. 23-31.
- Michel Grossetti, 2005, « Where do social relations come from?: A study of personal networks in the Toulouse area of France », Social Networks, 27, p. 289-300.